# Baragoi
Baragoi är en ort i distriktet Samburu i provinsen Rift Valley i Kenya. År 1999 hade staden nästan 20 000 invånare.